# Villa Victoria (Mar del Plata)
Villa Victoria è una storica residenza della città di Mar del Plata in Argentina.

## Storia
La villa sorse nel 1912 quale residenza di villeggiatura per l'aristocratica famiglia bonaerense degli Ocampo; fu Manuel Ocampo a porla in dono alla moglie Francisca Ocampo de Ocampo. Nel 1973 la scrittrice Victoria Ocampo donò la villa all'UNESCO; la proprietà venne successivamente comprata dalla municipalità del partido di General Pueyrredón. Oggi ospita un centro culturale.